# マスター (バフィーの登場人物)
マスター (Master) は、アメリカのテレビドラマ『バフィー 〜恋する十字架〜』に登場する架空の人物。演じた俳優はマーク・メトカーフ。

## 略歴
本名はハインリッヒ・ジョセフ・ネスト。妖術を使うバンパイアで、歳は600歳を超える。カルト集団「Order of Aurelius」のリーダーで、サニーデール市の地下の教会に住む。長く地の底に封じ込められていたが、バンパイアのルークの呪文により血の池から現れた。

## 関連する人物
ダーラ
バンパイア。元娼婦。
アンジェラス
バンパイア。ダーラの恋人。
救世主
マスターの後継者